# Groupement I/4 de Gendarmerie mobile
Le groupement I/4 (GGM I/4) était le 1er groupement de la 4e Légion de Gendarmerie mobile d'Orléans, dissoute en 2000.
Créé en 1991 et établi à Orléans (Loiret), il était composé de 5 escadrons situés dans la région du Centre-Val de Loire et a été dissous le 1er juillet 2000.
Les escadrons du groupement ont constitué - avec deux des cinq escadrons de l'ancien groupement II/4 également dissous à la même date (EGM 24/4 Châteauroux et EGM 25/4 Blois) -  le groupement IV/3 de la 3e Légion de Gendarmerie mobile (puis en 2005 de la région zonale) de Bretagne.

## Implantation des unités
- Loiret (45)
  - EGM 11/4 à Orléans devenu EGM 41/3 en juillet 2000
  - EGM 14/4 à Pithiviers devenu EGM 44/3 en juillet 2000
- Eure-et-Loir (28)
  - EGM 12/4 à Lucé devenu EGM 42/3 en juillet 2000
  - EGM 13/4 à Dreux devenu EGM 43/3 en juillet 2000
- Cher (18)
  - EGM 15/4 à Saint-Amand-Montrond devenu EGM 45/3 en juillet 2000

## Appellations
- Groupement I/4 de Gendarmerie mobile (depuis 1991)